# Mark Prinsen
Mark Prinsen (* 12. Mai 1994 in Meppel) ist ein niederländischer Shorttracker.

## Werdegang
Prinsen trat international erstmals im Februar 2012 bei den Juniorenweltmeisterschaften in Melbourne in Erscheinung. Dort war der 22. Rang über 500 m seine beste Einzelplatzierung. Im Weltcup debütierte er zu Beginn der Saison 2014/15 in Salt Lake City und belegte dabei über 1000 m den 26. Rang und über 1500 m den 21. Platz. Beim Weltcup in Dresden holte er mit der Staffel über 5000 m seinen ersten Weltcupsieg. Bei den folgenden Weltmeisterschaften 2015 in Moskau gewann er Bronze mit der Staffel. In der Saison 2015/16 wurde er beim Weltcup in Dordrecht Zweiter mit der Staffel und bei den Weltmeisterschaften 2016 in Seoul Achter mit der Staffel. Im November 2017 errang er beim Weltcup in Seoul den zweiten Platz mit der Staffel.

## Weltcupsiege im Team
| Nr. | Datum           | Ort       |
| --- | --------------- | --------- |
| 1.  | 8. Februar 2015 | Dresden 1 |

## Persönliche Bestzeiten
- 500 m      42,171 s (aufgestellt am 21. Oktober 2017 in Bormio)
- 1000 m    1:26,098 min. (aufgestellt am 12. Februar 2016 in Dordrecht)
- 1500 m    2:11,214 min. (aufgestellt am 3. Februar 2017 in Dresden)
- 3000 m    4:43,725 min. (aufgestellt am 8. Januar 2017 in Amsterdam)